# Fernando Pereira
Fernando Pereira (Chaves (Portugal), 10 mei 1950 - Auckland (Nieuw-Zeeland), 10 juli 1985) was een Nederlandse freelance-fotograaf van Portugese afkomst. Pereira werkte onder meer voor fotopersbureau Anefo. Hij kwam om het leven als gevolg van een terroristische actie van de Franse veiligheidsdienst DGSE die met twee mijnen het schip de Rainbow Warrior van de internationale milieuorganisatie Greenpeace op 10 juli 1985 tot zinken bracht.  
De Rainbow Warrior leidde destijds een vloot jachten in een protest tegen de Franse kernproeven op het atol Moruroa in Frans-Polynesië.

## Enkele foto's van Pereira

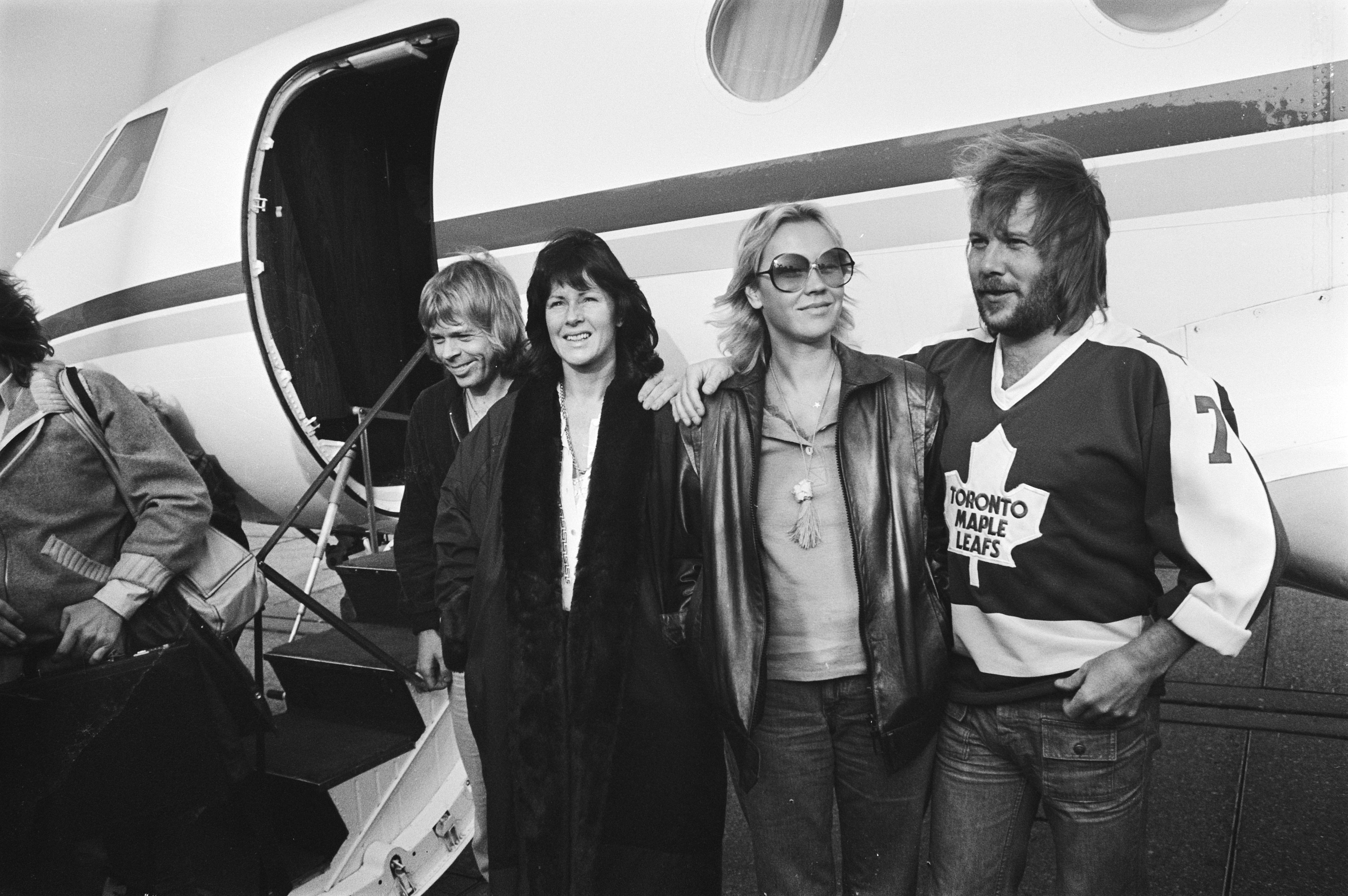
ABBA (1979)
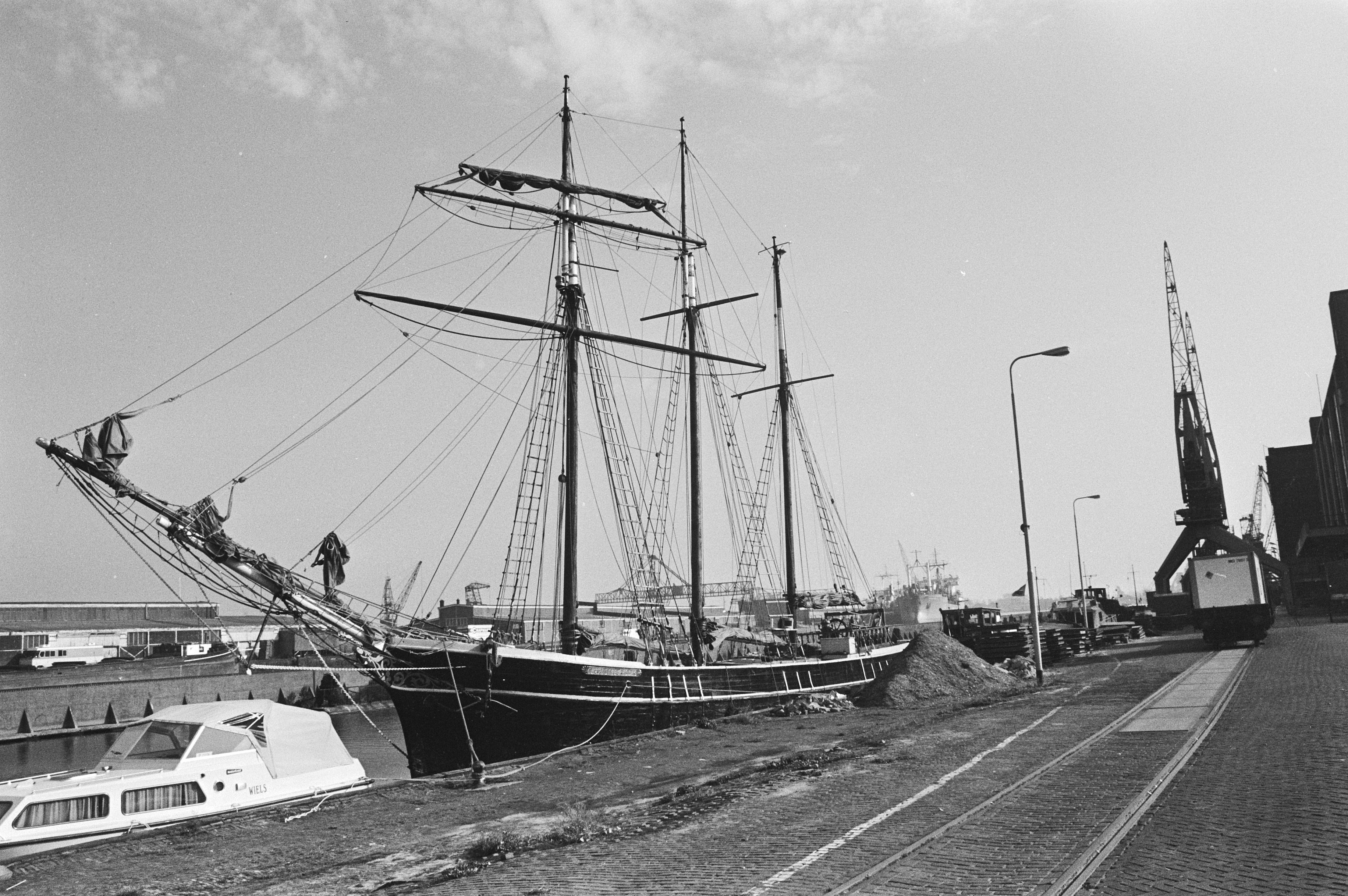
Charlotte Rhodes (1979)
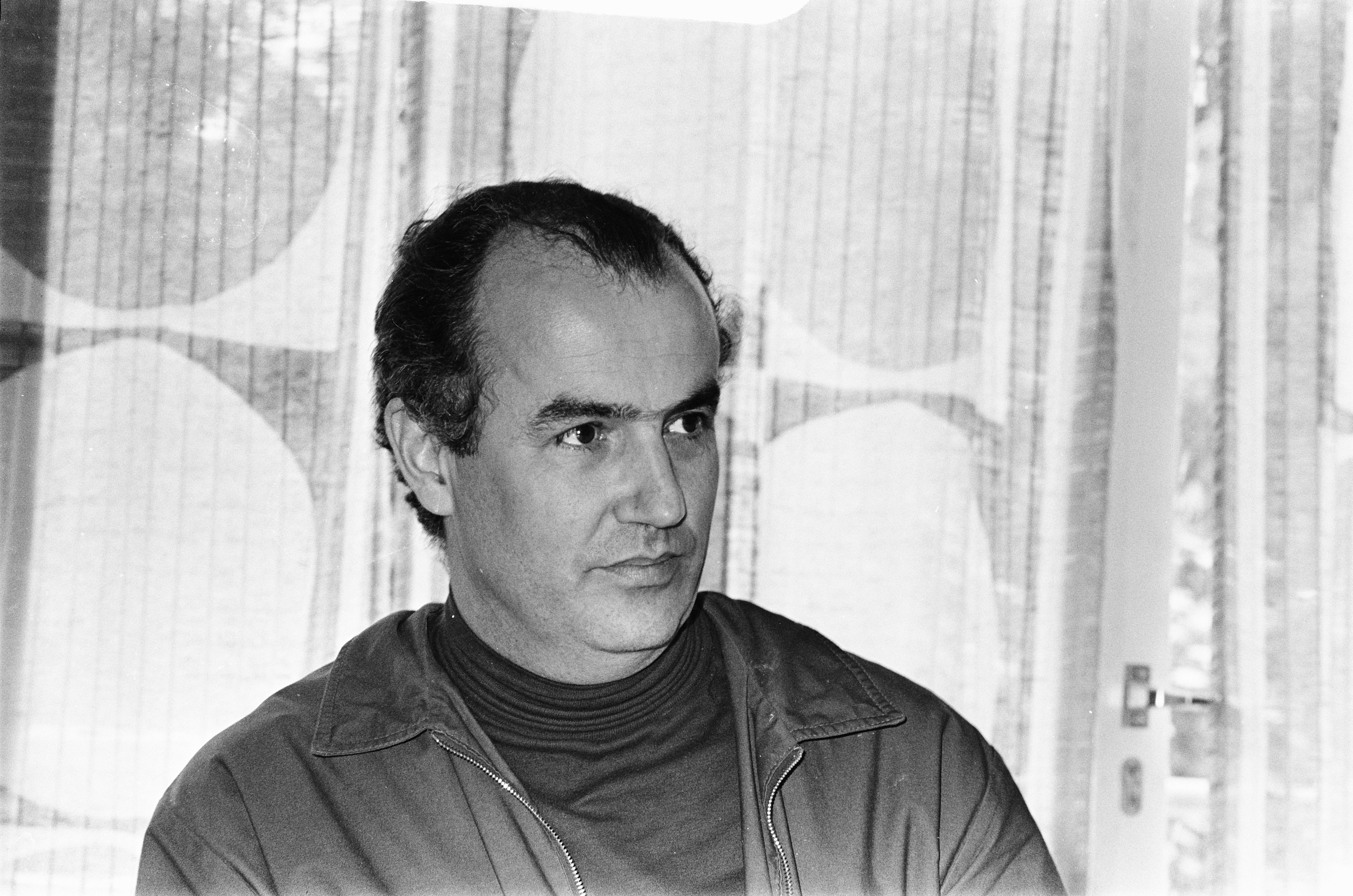
Luigi Nono (1979)
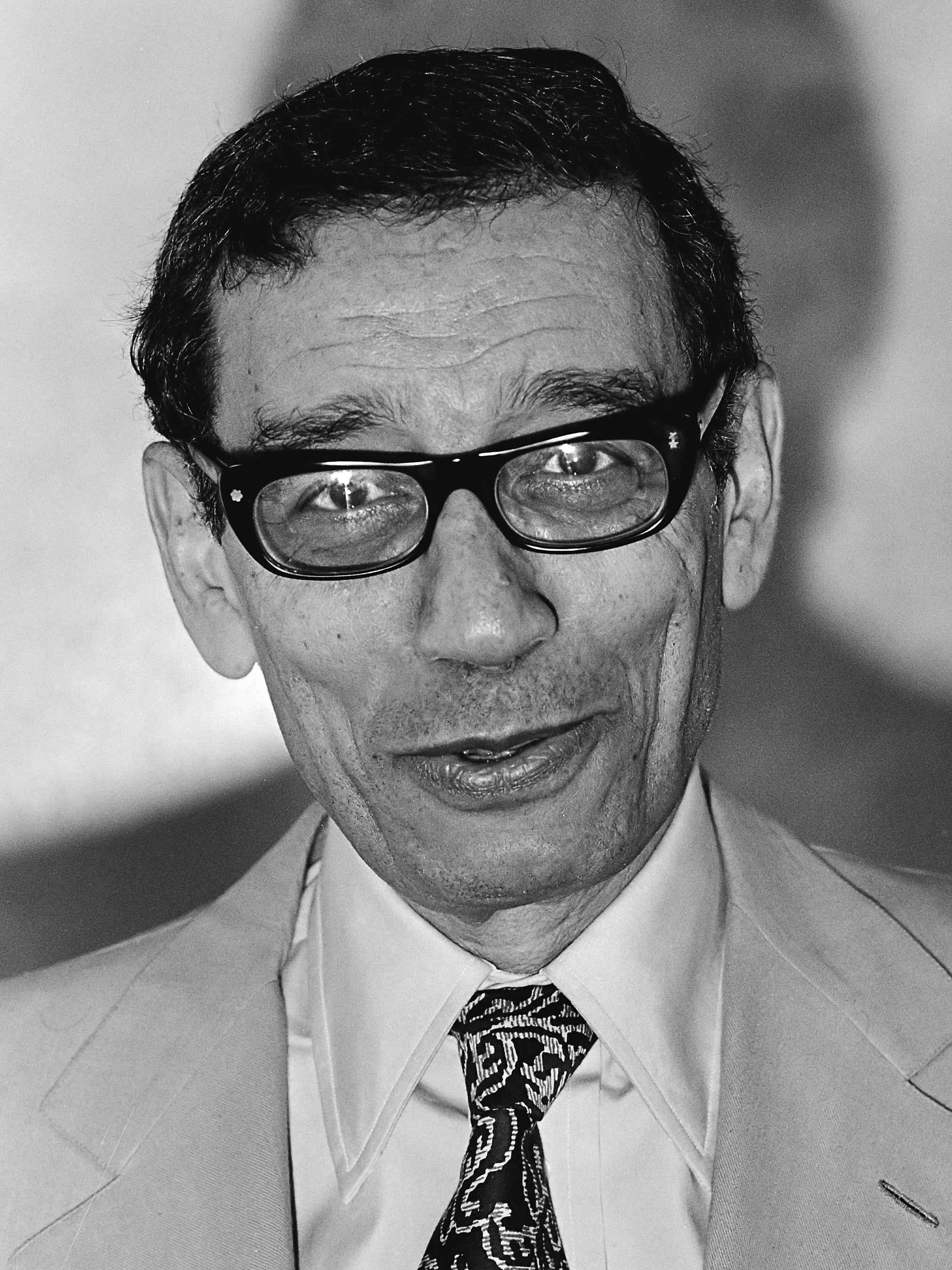
Boutros Boutros-Ghali (1980)
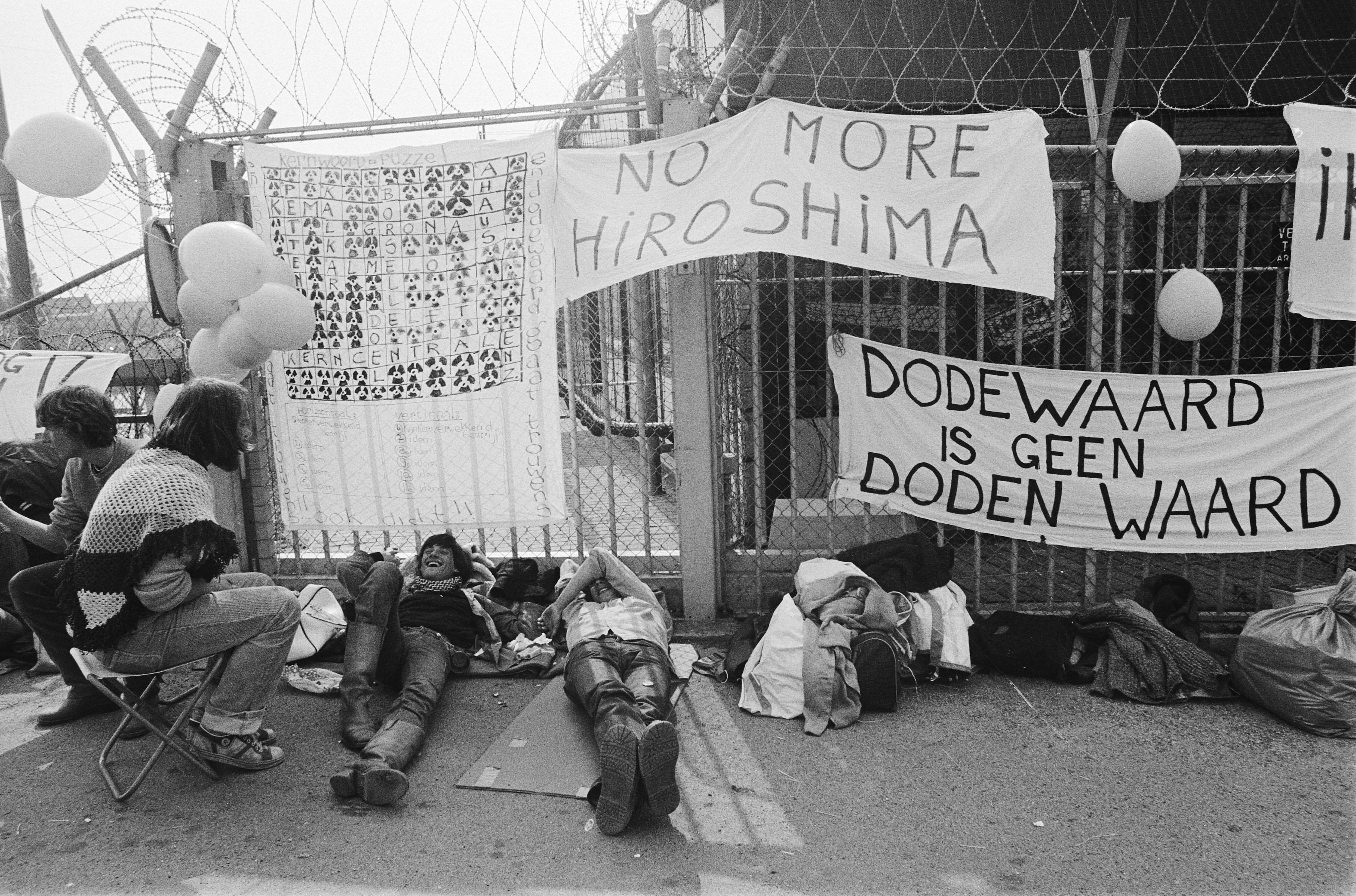
Dodewaard (1980)